# 巴巴山
巴巴山，位於臺灣花蓮縣秀林鄉和平村，接近臺中市和平區平等里，為台灣知名山峰，也是台灣百岳之一，排名第32。巴巴山達3,449公尺，屬於中央山脈。巴巴山北側接連南湖大山南峰、南湖大山等山。